# Golden Gate Park

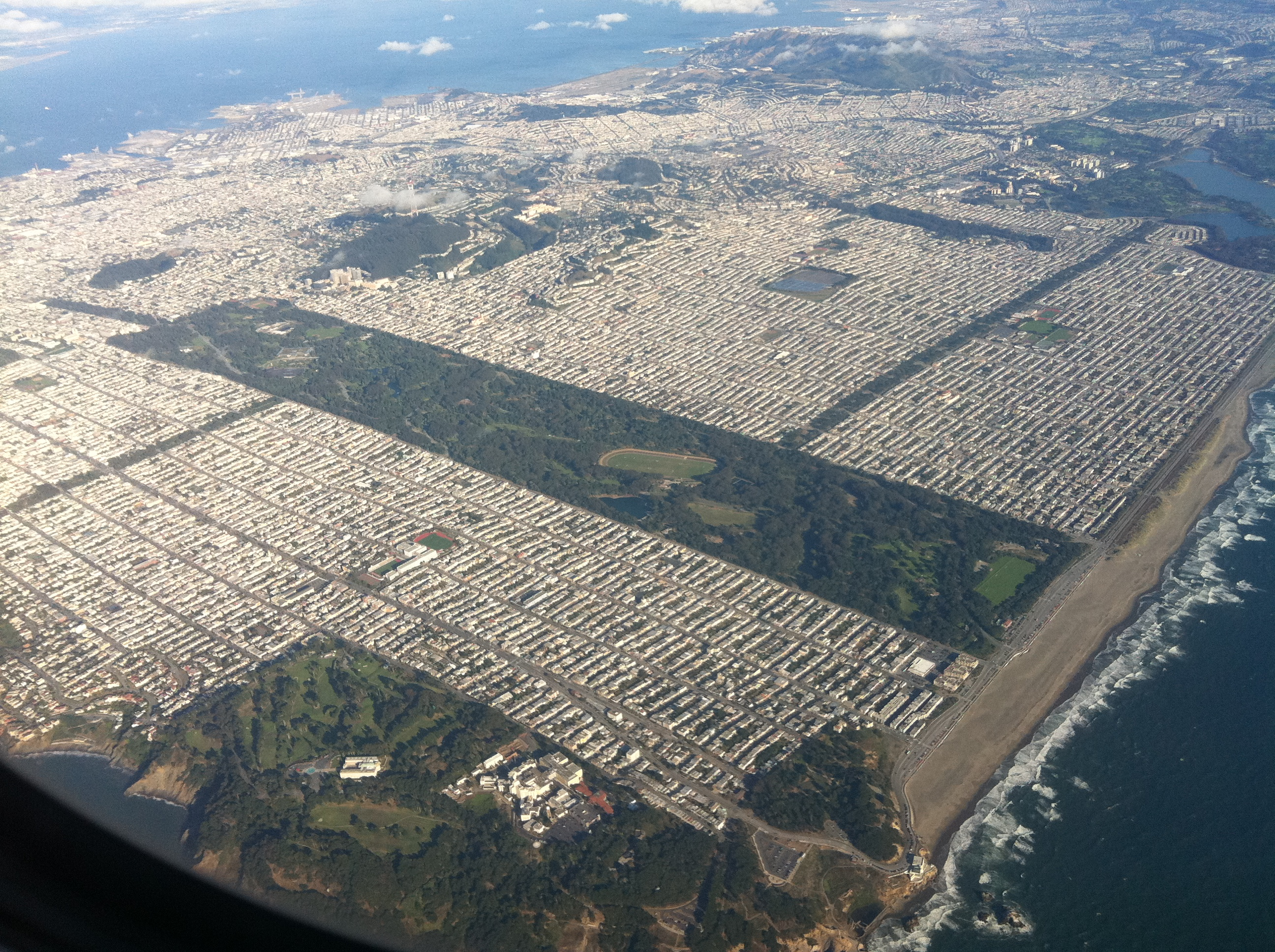
Letecký pohled na park

Golden Gate Park je městský park ležící ve městě San Francisco v americkém státě Kalifornie. Rozkládá se na ploše 412 ha a je obdélníkového tvaru. Tím se podobá newyorskému Central Parku, avšak je o 20 % větší. Jeho vznik se datuje do sedmdesátých let devatenáctého století. V parku se nachází například botanická zahrada, místo pro konání koncertů, umělá vodní nádrž nebo muzea California Academy of Sciences a M. H. de Young Memorial Museum.